# Pove (peuple)
Pour les articles homonymes, voir Pove.
 (août 2013).
Si vous disposez d'ouvrages ou d'articles de référence ou si vous connaissez des sites web de qualité traitant du thème abordé ici, merci de compléter l'article en donnant les références utiles à sa vérifiabilité et en les liant à la section « Notes et références ».
Les Pove sont un peuple bantou d'Afrique centrale établi dans la forêt équatoriale au centre du Gabon, entre la rivière Lolo et l'Offoué. Ils font partie du groupe Okande-Tsoghoaussi appelé Membè. 
Les Membé sont composés des Pové, Okandé, Mitsogho, Simba, Apindzi, Evia et les Mokota. Les Membè sont linguistiquement très proches des pygmées Babongo.
Selon les sources on observe de multiples variantes : Bapove, Bhubhi, Bubi, Bubis, Ibhubhi, Ibubi, Mpovi, Pouvi, Poves, Pubi, Vouvi, Vove, Vuvi.

Les Pové se sont séparés des autres Membè dans la région de la Lopé.
Ils ont suivi la Lolo qui est un affluent de l'Ogooué. En prenant la direction du sud, ils atteignirent les fleuves Ghônguè (la Gongué) et l'Offoué où certains s'installèrent dans le département de l'Offoué-Onoye, les autres continuèrent vers la Wagna et la vallée de la Lolo où ils trouvèrent déjà les Babongo et les Bungom. Leur rencontre avec les Nzebi viendra plus tard, lorsque les Nzebi s'installèrent sur la Bouenguidi. Les Pové ont fait de la vallée de la Lolo leur pays.

## Langue
La langue parlée par les Pové est le ghé-vové, une langue bantoue dont le nombre de locuteurs était estimé à 5 000 individus dans les années 1980. Aujourd'hui cette population a largement évolué et devrait être estimée à plus de 15 000 personnes. 
Plusieurs travaux ont permis de mieux connaitre le patrimoine culturel de ce peuple.
Les Pové sont principalement établis dans la province de l'Ogooué-Lolo(G7), notamment dans le canton Lolo-Wagna, département Lolo-Bouenguidi et dans le département de l'Offoué-Onoye dont Iboundji est le chef-lieu. 

Les principaux villages des Pové sont:
- Dans le canton Lolo-Wagna : Ndanda, Moukwagno,Ngongui, Baniati, Boukondza, Dibouka, Divindé, Dindemba, Kwagna, La Wouboué, Massambi, Mandzi, Malanga, Mbegho, Miboba, Mibaka, Moulobia, Moukoumou, Moukouagno, Moutouyeni, Mouila-Povi, Ndjolé, Ndambakoumbé, Pangalongo,etc.
- Dans le département de l'Offoué-Onoye: Domassi, Mamidi, Mandzi, Ghémènô, Ndengué, Boukondza, Ghénongué, Ghéndzamboulènguè, Makadioume, Benga, Sogha et Bodzé.

Malgré l'exode rural, la population Pové reste en constance augmentation. Avec les Mitsôgo, ils font partie des communautés Membé les plus dynamique en termes de démographie.

𝐐𝐔𝐄𝐋𝐐𝐔𝐄𝐒 𝐏𝐀𝐓𝐑𝐎𝐍𝐘𝐌𝐄𝐒 𝐏𝐎𝐕𝐄
Kialo, Mimongo, Balimbi, Mouélé, Molo, Ghéponga, Boulèndè, Mbongui, Matsima, Mimanda, Mondjo, Mbongo, Moughola, Moukéké, Mouango, Mouniangui, Moupenga, Mbouka, Ngadi, Diboula, Boussouka, Mounienguè, Doumou, Maniawe, Boukila, Ndzadi, Maghoumba, Tsako, Noyi, Ningo, Sèkè,etc.

## Culture
Les Membé sont connus pour être un peuple traditionaliste. Ils sont très attachés à leurs coutumes ancestrales. Les Pové ne font pas exception à la règle.
Les rites initiatiques tels que le Bwété (Bwiti) sont encore présents dans la quasi-totalité de leurs villages. Outre les rites initiatiques, les Pové sont aussi de très bon sculpteurs de masques, bien que leurs masques soient peu connus. Ces masques peuvent facilement être vus en 𝒑𝒂𝒚𝒔 𝒑𝒐𝒗𝒆́.
Le masque pové le plus connu est le masque 𝑩𝒐𝒅𝒊, un masque créé par le clan Nzobé. Ce masque est pour beaucoup le symbole de la communauté pové.
La tradition des masques reste essentiellement rurale et n'apparaît que très peu, voire pas du tout, dans les villes.
Les Pove produisent des masques plats et allongés, souvent recouverts de pigments blancs. Les visages sont reconnaissables à leur menton triangulaire.
Ils servent à des pratiques rituelles et secrète, au cœur des initiations masculines. Ils sont nombreux et remplissent des rôles divers. Ils permettent d'incarner l'ancêtre, les esprits et les forces de la nature, etc. Ainsi, le « Maghomba » permet de préserver la tranquillité du village et lutter contre les sorciers. Le masque « Bodi », lui, est le symbole même du peuple et il ne fait son apparition en public que pour des événements particuliers, par exemple le décès d'un grand chef.

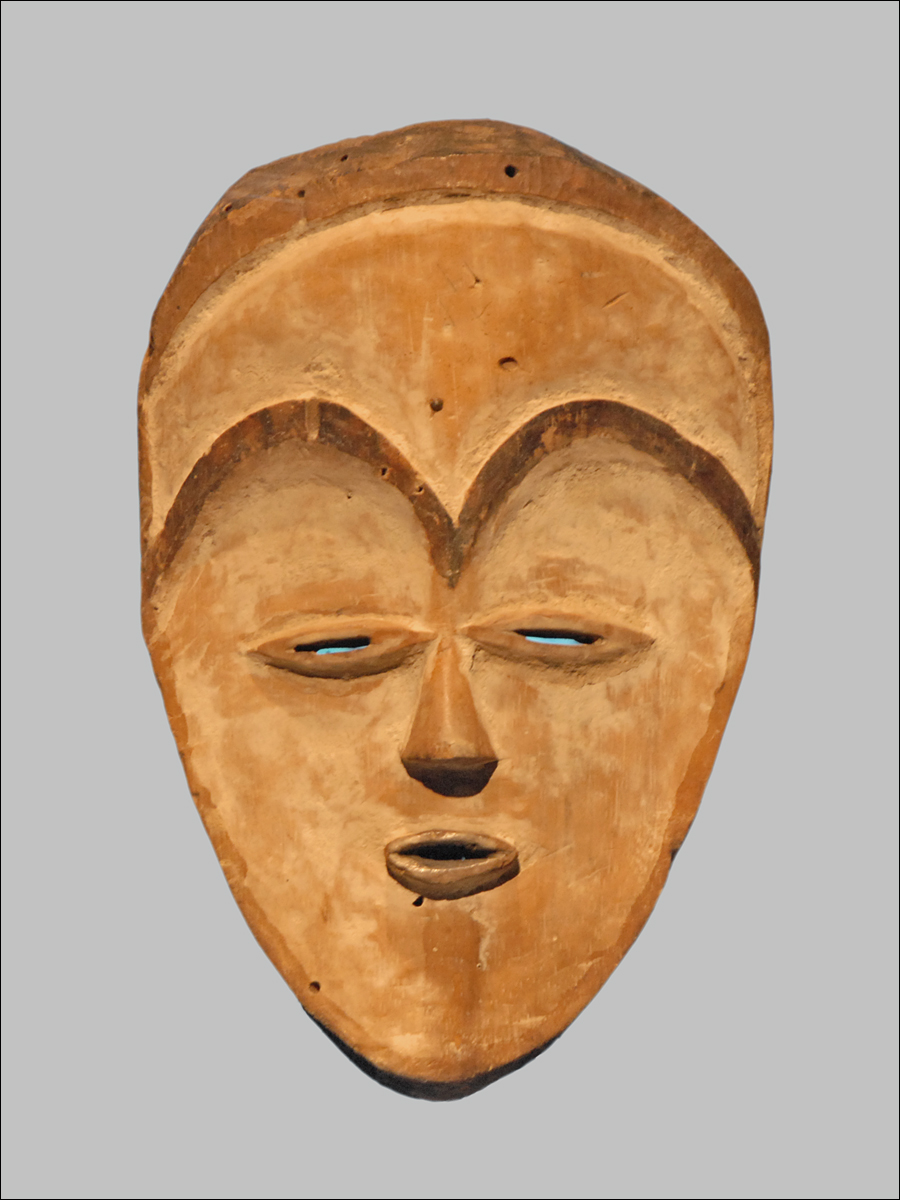
Masque à pigments polychromes
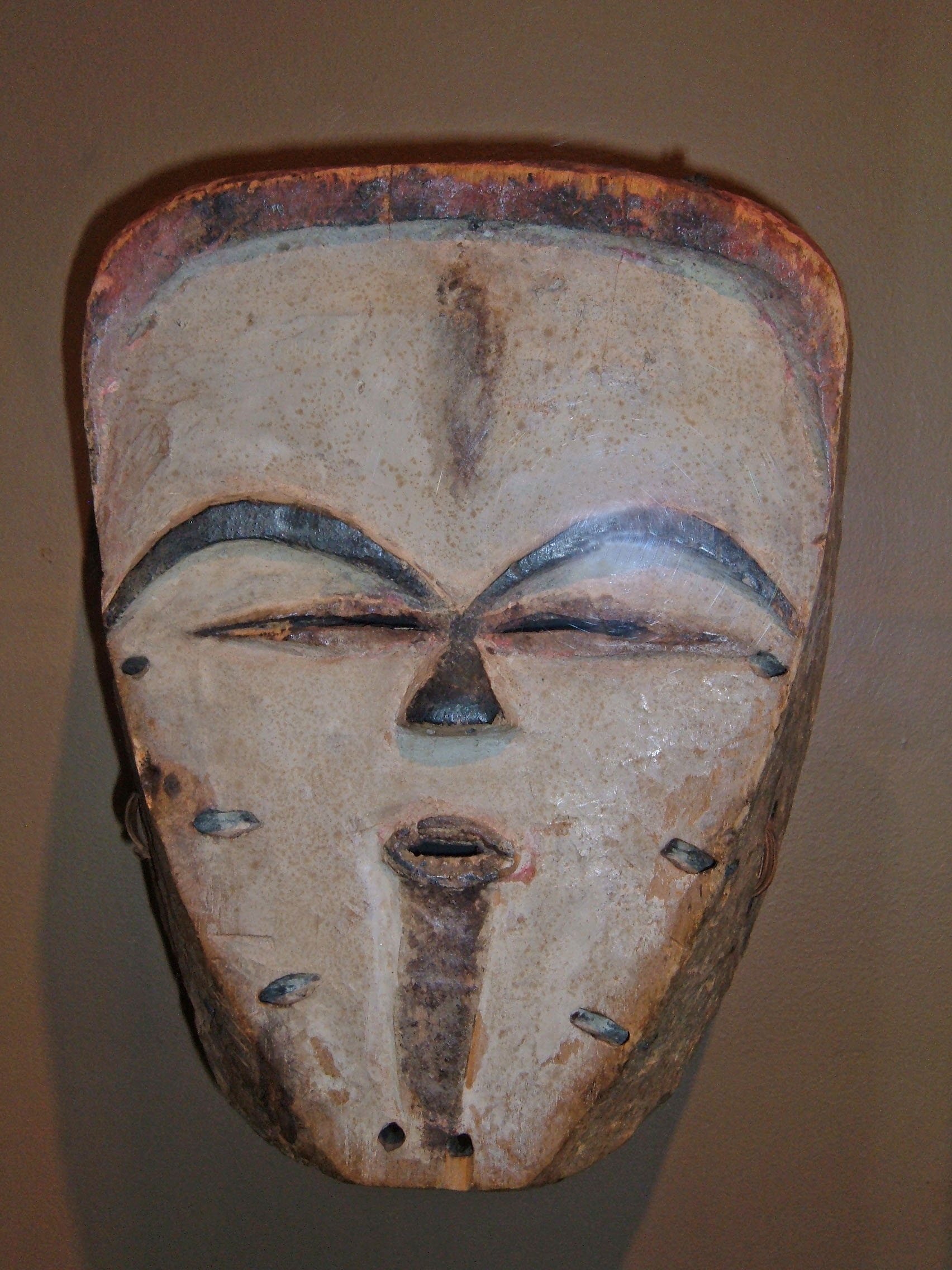
Masque à pigments blancs
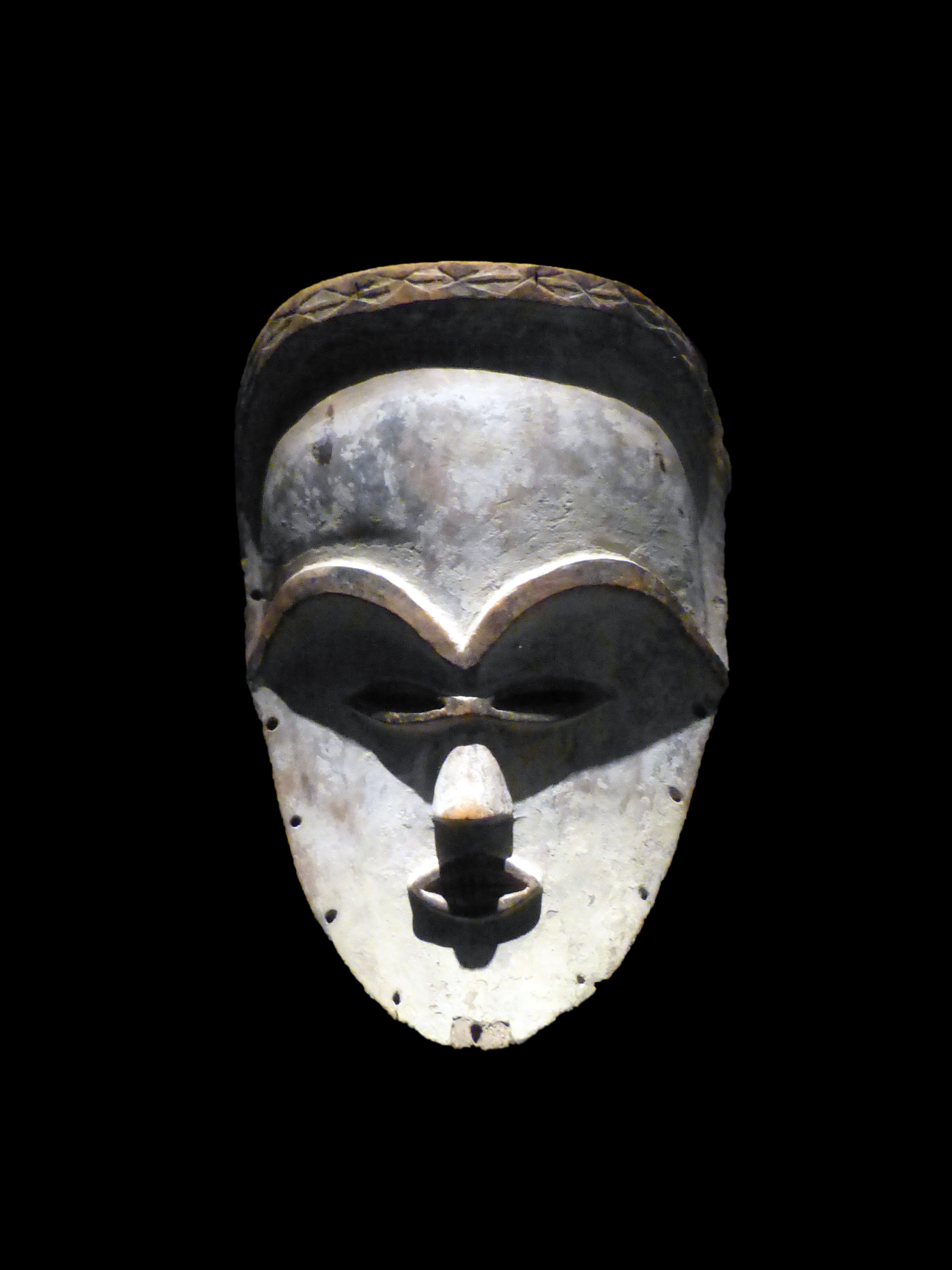
Masque blanc (kaolin)

On retrouve ces pigments blancs sur les maisons ebanza, dont les portes et les poteaux sont décorés de motifs géométriques.